# DYN

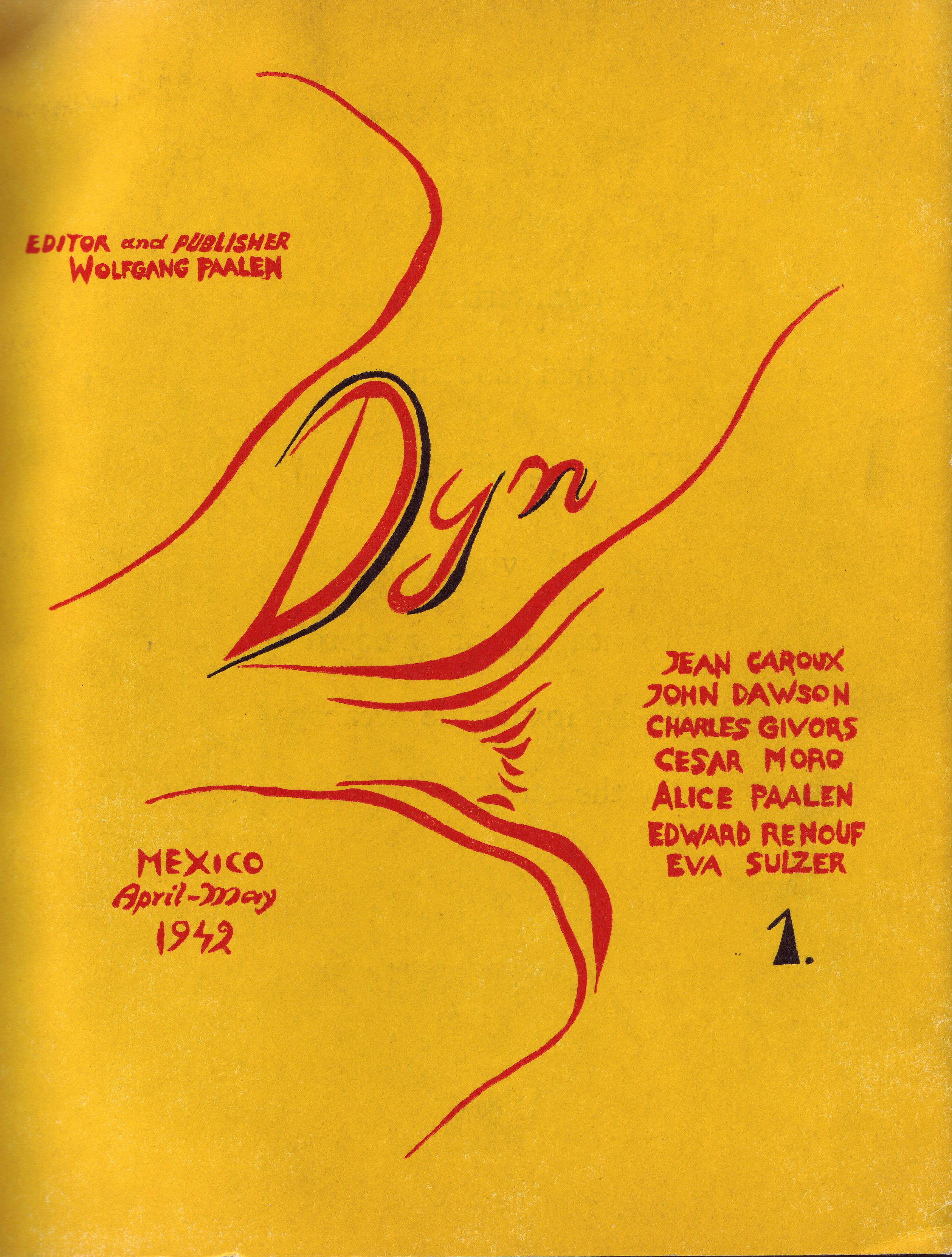
Wolfgang Paalens DYN (Magazin) No. 1, Mexico 1942

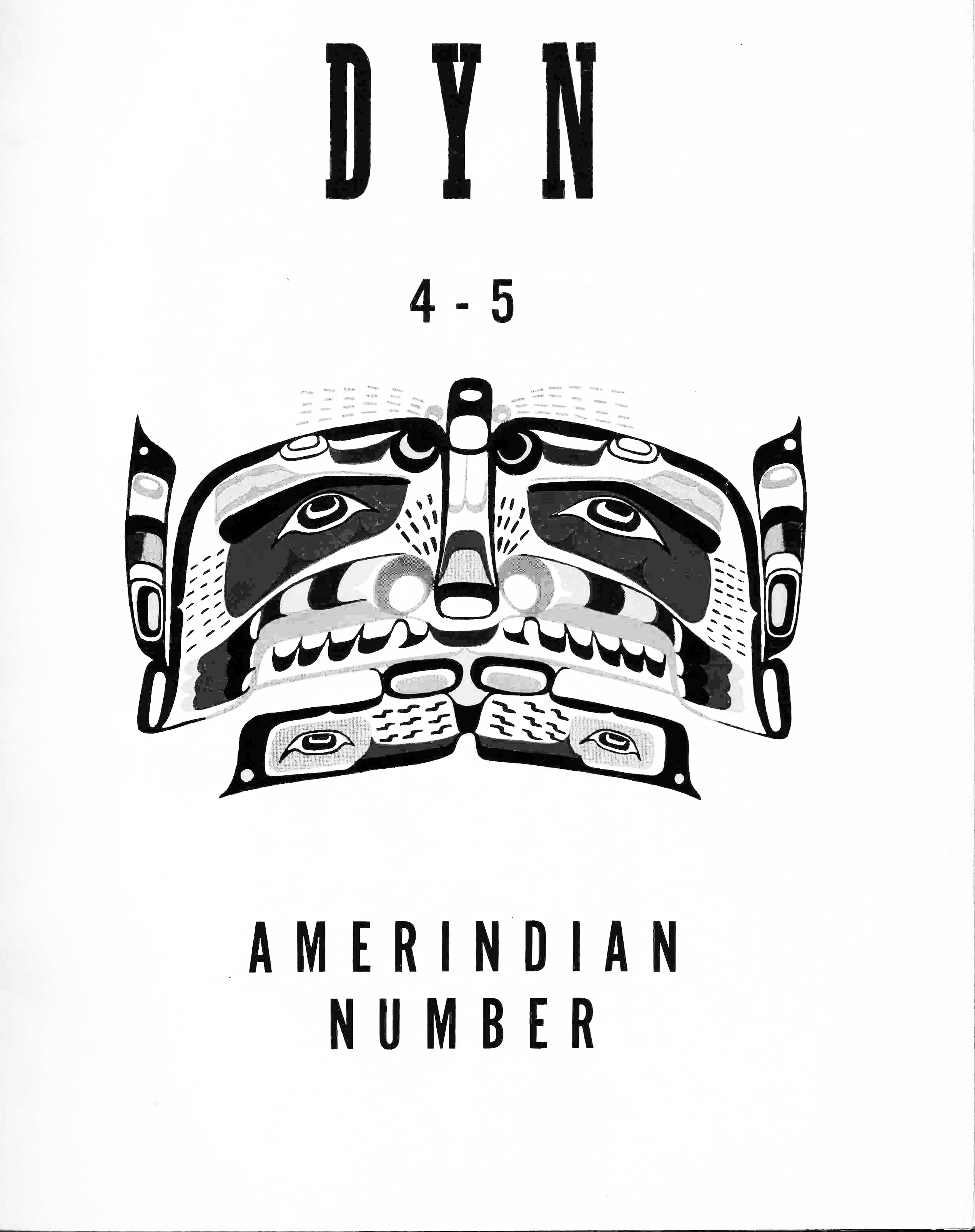
Titelseite von Wolfgang Paalens DYN 4-5, Amerindian Number, Mexico 1943

DYN (abgeleitet aus dem altgriechischen Begriff κατὰ τὸ δυνατόν, das nach Möglichkeit Seiende) war ein einflussreiches französisch-englisches Kunstmagazin, herausgegeben von dem Surrealisten Wolfgang Paalen im Exil in Mexiko mit Vertrieb in New York, Paris und London zwischen 1942 und 1944. Insgesamt wurden sechs Ausgaben herausgegeben, davon eine Doppelnummer.

## Hintergründe
Der Wunsch nach einem eigenen Kunstmagazin basiert bei Paalen auf einem komplexen ideenkritischen Disput mit André Breton, der bis in ihre Pariser Zusammenarbeit im Surrealismus in den späten 1930er Jahren zurückreicht. Paalen fand sich von Anbeginn seiner Mitgliedschaft im Dissens zu Bretons Absolutsetzung der marxistischen Dialektik (dialektischer Materialismus) als Basis poetischen Seins, die seiner Meinung nach im Widerspruch stand zu seiner Bezugnahme auf mystische und esoterische Traditionen. Wenn der Materie kein energetisches Bewusstsein innewohnt, wie lässt sich dann die Entwicklung des Lebens aus ihr erklären, die schließlich zu dem Bewusstsein führt, die Materie sei energielos und tot? Paalen versuchte eine Lösung des Problems durch einen radikalen Bruch mit den alten Lehren, die er durch seine Möglichkeitsphilosophie ersetzen wollte. Ganz allgemein sollte (nach Aristoteles) die Materie (von mater = Mutter) als derart beschaffen gesehen werden, dass die Möglichkeit (dynamis) der Wirklichkeit (energeia) vorausgeht, was sie von jeder apriori Definierbarkeit enthebt. Paalen sah sich in diesem Grundsatz durch sein Privatgelehrtentum auf den verschiedensten Gebieten bestätigt; das Hauptaugenmerk legte er in DYN auf die aktuelle Bedeutung des Kubismus, der Quantenmechanik, der ethnologischen Erforschung der präkolumbianischen Kunst, insbesondere der Maya und Olmeken und vor allem der totemistischen Kunst Britisch-Kolumbiens, deren matrilinear aufgebaute Kultur und Raumbegriff in der Skulptur und Malerei ihn besonders interessierten. Für seine Idee der Malerei als offener Möglichkeitsraum berief er sich auch auf den Streit zwischen Goethe und Newton über die wahre Natur des Lichts: "Die Frage »Existieren die Farben in dem weißen Licht, bevor es das Prisma durchläuft, das dessen Zerteilung bewirkt?« scheint gleich weit von den Ideen Goethes und Newtons entfernt. Denn die neue Physik antwortet, dass sie sehr wohl existieren – »aber nur in der Weise, in der eine Möglichkeit vor dem Geschehen existiert, das uns darüber aufklären wird, ob sie tatsächlich verwirklicht wurde«.(Louis de Broglie) Als eine Möglichkeit. Heißt das, die neue Physik hätte gewagt, die Sicherheit zugunsten der Möglichkeit preiszugeben? Als eine Möglichkeit. Und vor dem materiellen Nachweis, dass es zwischen innerer und äußerer Wirklichkeit keine Trennung gibt, sondern nur eine prekäre ideelle Grenzlinie: Dürfen wir nicht hinzufügen, dass das, was denkbar, auch möglich ist? Sichtbar wird hier die Konsequenz, mit der Paalen von Anfang an im Surrealismus bereits den radikal subjektivistischen Ansatz durch die Idee eines latenten kosmischen All-Gewebes aufzubrechen suchte, in dem auch die menschlichen Organismen stoffähnlich eingewebt sind und kraft ihrer emotionellen Möglichkeiten die künstlichen Trennungen momentweise aufheben können.

## Neuer Raumbegriff aus dem Geist der Quantenphysik
Gavin Parkinson, der in seinem Buch Surrealism, Art and Modern Science Paalens Umgang mit den bahnbrechenden Theorien der Quantenphysik untersucht hat, kommt zu dem Ergebnis, dass dessen »überraschend vollständige Kenntnis der neuen Physik und Philosophie auch zu unabhängigen Einsichten führte, die bemerkenswert nahe an jene der Physiker heranreichten, die für die Entwicklung der Quantenphysik verantwortlich zeichneten.« Parkinson will dies vor allem an dem Goethe-Newton-Streit festmachen, der unabhängig voneinander und fast gleichzeitig in Publikationen Paalens und Werner Heisenbergs zum Thema gemacht wurde, wobei man zu identischen Resultaten kam: einer neuen Bestätigung von Goethes Farbenlehre im Lichte der Quantenmechanik. Parkinson vergleicht das Ringen um eine Form kultureller Komplementarität in Paalens Essay »Le Grand Malentendu« (DYN No. 1) mit einem Vortrag Werner Heisenbergs, in dem dieser über »Die Goethesche und die Newtonsche Farbenlehre im Lichte der modernen Physik« nachdachte und »die Gefahren beschwor, die von einer wissenschaftlichen Aktivität ausgingen, in der mathematische Abstraktion erlaubt würde, die direkte sinnliche Erfahrung der Welt auszuschalten.« Goethes Motive in der Farbenlehre waren damals noch hellsichtig gewesen, aber was er einst gespürt hatte, war nunmehr akute Gefahr: eine unanschauliche Naturwissenschaft, in der haltloses Handeln möglich wird, wenn dem Wissenschaftler die Folgen des Unberechenbaren aus dem Blick geraten. Heisenberg hielt den Vortrag am 19. Mai 1941 in der Gesellschaft für kulturelle Zusammenarbeit in Budapest, was insofern bemerkenswert ist, da er zu diesem Zeitpunkt bereits seit mehreren Jahren für das Uranprojekt des NS-Heereswaffenamtes Berlin arbeitete und kurz darauf zu seinem alten Kollegen und Freund Niels Bohr nach Stockholm reiste, um mit diesem über die Möglichkeit eines waffenmäßigen Gebrauchs nuklearer Explosionen zu sprechen. Bohr war schockiert, verweigerte alle weiteren Gespräche und ging ins US-amerikanische Exil, wo er mit maßgeblichen Kernphysikern zusammentraf und von einem angeblichen Geheimprojekt der Nazis zum Bau einer Atombombe berichtete. Dieses Treffen wurde vielfach als historisches Ereignis von enormer Tragweite angesehen, da Bohrs Haltung die Forscher überzeugte, ein eigenes Programm zum Bau einer Atombombe aufzulegen (Manhattan-Project), während das NS-Rüstungsministerium unter Albert Speer aufgrund von Heisenbergs Bedenken bereits 1942 entschied, das Projekt aufzugeben. Obwohl Paalen weder von dem Vortrag noch von den geheimen Reisen und Unterredungen Heisenbergs und Bohrs wissen konnte, die moralisch prekäre Situation, in der sich die internationale Phalanx der Kernphysiker zu dieser Zeit befand, war offenbar zu erahnen und umgekehrt die Hoffnung groß, wenigstens einige der Akteure würden seine Botschaften in DYN zu lesen bekommen, zumal der Gedanke, den er der Idee kultureller Komplementarität hinzufügte, auch als Aufruf zur Verteidigung allgemein menschlicher Werte gegen die totale Entfesselung des Krieges angesehen werden konnte. Von dieser ethischen Motivation ist Paalens DYN getragen, sie durchzieht als Anspruch alle sechs Ausgaben.

## Erscheinen und Vertrieb
Mit ihren ganzseitigen Farbreproduktionen und den langen Essays, die immer wieder editorisch geschickt durch Gedichte und Aphorismen aufgelockert wurden, mit einem originalen, signierten Holzschnitt jeweils in den ersten sechzig Exemplaren jeder Ausgabe (der in den ersten zwanzig Exemplaren zudem handkoloriert war) und aktuellen Buchrezensionen oder Ausstellungskritiken war es Paalen im Alleingang und trotz der technischen Schwierigkeiten beim Druck in Mexiko gelungen, nahe an seine Vorbilder, Minotaure und Cahiers d’Art, heranzukommen. Vorfinanziert hatten das Projekt Eva Sulzer und Octavio Barreda, Herausgeber der Letras de Mexico und später von El Hijo pródigo, der auch den internationalen Vertrieb organisierte. In Mexiko war die Zeitschrift über Ediciones Quetzalm die Buchhandlung, in der César Moro arbeitete, zu beziehen, in New York über den Gotham Book Mart, den Weyhe Bookstore und die Wakefield Gallery, ab 1943 auch über den Buchladen des Hamburger Exilanten Georg Wittenborn, in London und Paris über die Galerien Zwemmer und Maeght.

## Inhalt und Mitarbeiter
Paalen dominierte die inhaltliche Ausrichtung seines Magazins, dessen erste Nummer er fast allein bestritt. Insgesamt veröffentlicht er sieben längere Abhandlungen und zahlreiche kleinere Kritiken, Artikel und literarische Beiträge. Die Liste der Herausgeber und Mitarbeiter erweiterte sich jedoch schon nach der ersten Ausgabe beträchtlich, im Laufe der sechs Ausgaben trugen Alice Rahon, Eva Sulzer, Miguel Covarrubias, César Moro, Henry Miller, Anaïs Nin, Gordon Onslow Ford, Robert Motherwell, Manuel Álvarez Bravo, William Baziotes, Roberto Matta, Jackson Pollock, Harry Holtzman und Henry Moore jeweils mit Beiträgen oder Illustrationen bei.
Vor allem die Umfrage, ob der Dialektische Materialismus noch wissenschaftlich gültig sei, in DYN No. 2 sollte die Surrealisten um André Breton in New York provozieren und zu einem Neuanfang motivieren. Sie bestand aus drei Fragen, die Paalen an 24 bekannte Persönlichkeiten geschickt hatte, und den erhaltenen Antworten unter anderem von Albert Einstein, Clement Greenberg und Bertrand Russell. Die Mehrheit antwortete mit Nein, Russell erklärte unumwunden: „Ich halte die Metaphysik sowohl von Hegel, als auch von Marx für reinen Unsinn – Marxs Anspruch, wissenschaftlich zu sein, ist nicht gerechtfertigter als derjenige Mary Baker Eddys.“

## Rezeption
Im Frühjahr 1942 sah die New Yorker Kunstwelt erstaunt und überrascht auf die Qualität, mit der Paalens Zeitschrift DYN aufwartete. Peggy Guggenheim, die gerade dabei war, ihre Sammlung aufzustocken und zu katalogisieren, war derart begeistert, dass sie sofort bei Julien Levy, Paalens Galeristen, anrief, um sich eines der dort verbliebenen Bilder zu sichern. »Es gibt eine wahre Flut an Korrespondenz«, schrieb Paalen begeistert an eine Freundin, »das Echo, das DYN findet, übersteigt bei Weitem alles, was ich mir in den optimistischsten Momenten vorzustellen wagte. Enthusiastische Briefe, anklagende Briefe, stapelweise Manuskripte – kurzum, es lebe Amerika, wo die Geistesdinge trotz allem eine solch leidenschaftliche Zuhörerschaft finden.« Die wenigen Exemplare, die Europa während des Krieges erreichten, wurden unter Künstlern und Philosophen weitergereicht. Douglas Newton etwa, der Kurator Nelson Rockefellers, begegnete DYN zum ersten Mal in London, wo ihm der Philosoph G. E. Moore, ein Kollege Bertrand Russells und Ludwig Wittgensteins an der University of Cambridge, eine Ausgabe zeigte. Lee Mullican, ein künstlerisch veranlagter Soldat, der auf Hawaii für die US-Army Luftkarten zeichnete, traf in der Honolulu Academy of Fine Arts auf ein Exemplar von DYN. »Was ich darin sah«, erinnerte sich der spätere Freund und Dynaton-Maler, »war eigentlich das, was ich machen wollte. Ich wusste das sofort. […] Es klingt naiv, aber ich war wirklich angezogen von dieser Art von Dingen, die ich noch nicht kannte. Das war anders als regulärer Surrealismus. Das war anders als Kubismus, der davor immer meine große Sache gewesen war. Hier war ein Magazin, das Artikel und Abbildungen über Dinge publizierte, von denen ich noch keine Kenntnis hatte. […] Paalens Philosophie, seine Ideen über Wissenschaft, Farbe und das Mögliche, sich mit dem zu verbinden, was noch nie zuvor gesehen worden war, und all dies.« Vor allem bei der Ideenbildung der jüngeren Generation der New Yorker Maler hinterließ DYN deutliche Spuren. Robert Motherwell hatte Paalens Aufsatz L´image nouvelle ins Englische übersetzt (The New Image) und publizierte eine Auswahl der Aufsätze aus DYN als erste Ausgabe der Reihe Problems of Contemporary Art, in der wenig später auch das Gründungsmanifest des Abstrakten Expressionismus, Possibilities, erschien (Hrsg. von Motherwell und Harold Rosenblum). Die jüngste Forschung konnte zeigen, dass selbst André Breton, der bereits vor Erscheinen der ersten Ausgabe von DYN brüskiert den Kontakt zu Paalen abbrach, im Hintergrund über seine Zeitschrift VVV eine Art Streitgespräch mit Paalen fortführte. Obwohl er sich erst 1953 mit Paalen versöhnte, äußerte Breton gegenüber Benjamin Péret bereits 1945: »In letzter Analyse war Paalen der einzige, der etwas zu machen versucht hat, und es ist so grandios schade, dass dieses Etwas ein wenig gegen uns unternommen war. Aber ich bewahre mir genügend Freiheit, um anzuerkennen, was er ist und was er kann. Und ganz allgemein schätze ich unter den gegenwärtigen Umständen, dass es weniger wichtig ist, sich an die Regeln einmal formulierter Prinzipien zu halten, als durch neue Vorschläge weiter am Leben zu bleiben.« Die These eines versteckten politischen Streitgesprächs zwischen DYN und VVV konnte vor allem Andreas Neufert in seiner Paalen-Biografie "Auf Liebe und Tod" belegen. Er führte damit die These weiter, die bereits 2004 von Yve-Alain Bois in seinem Essay "1942a - The depoliticization of the American avant-garde…" angedeutet wurde.

## Weitere Kunstmagazine des Surrealismus
- Acéphale, surrealistische Zeitschrift, gestaltet von Georges Bataille, publiziert von 1936 bis 1939.
- Documents, surrealistische Zeitschrift, herausgegeben von Georges Bataille von 1929 bis 1930.
- Minotaure, Hauptorgan des Surrealismus, herausgegeben von Albert Skira in Paris von 1933 bis 1939.
- La Révolution surréaliste, ein grundlegendes Kunstmagazin des Surrealismus, gegründet von André Breton, publiziert in Paris von 1924 bis 1929.
- View, ein amerikanisches Kunstmagazin, hauptsächlich konzentriert auf Surrealismus und Avantgarde, publiziert von 1940 bis 1947.
- VVV, ein surrealistisches Magazin, das unter der Ägide André Bretons in New York in den Jahren 1942 bis 1944 publiziert wurde.

## Nachdrucke
- Christian Kloyber (Hrsg.): Wolfgang Paalen’s DYN: The Complete Reprint. Wien und New York: Springer, 2000.

## Weiterführende Literatur
- Annette Leddy und Donna Conwell (2012): Farewell to Surrealism: The Dyn Circle in Mexico. Los Angeles: Getty Publications, ISBN 978-1-60606-118-3.
- Andreas Neufert: Auf Liebe und Tod. Das Leben des Surrealisten Wolfgang Paalen. Berlin (Parthas) 2015, ISBN 978-3-86964-083-9.